# Asplenium balense
Asplenium balense är en svartbräkenväxtart som beskrevs av Chaerle och Viane. Asplenium balense ingår i släktet Asplenium och familjen Aspleniaceae. Inga underarter finns listade.